# Gulhalsad ängsskinnbagge
Gulhalsad ängsskinnbagge (Halticus luteicollis) är en art i insektsordningen halvvingar som tillhör familjen ängsskinnbaggar. 

## Kännetecken
Den gulhalsade ängsskinnbaggen har en kroppslängd på 2,5 till 3,5 millimeter. Kroppsformen är kort och bred och den har långa ben och långa antenner. Den har kraftiga lår, femur, på bakbenen som ger en god hoppförmåga. Färgen på huvud och halssköld är rödgul. Den bakre kanten på halsskölden är dock svart, liksom skutellen och täckvingarna. Färgen på benen är gulröd med svarta teckningar, tydligast på lår och tars.

## Utbredning
Gulhalsad ängsskinnbagge finns främst i Europa, från Danmark och söderut till Nordafrika. Österut finns den till Kaukasus.

### Status
I Sverige är den gulhalsade ängsskinnbaggen rödlistad. I 2020 års rödlista upptogs den som starkt hotad hotad. Från 1800-talet är fynd av arten kända från Skåne, Öland och Södermanland. Under 1900-talet har dock fynd av arten endast gjort på Öland. Orsaken till dess tillbakagång är inte helt känd, men förändringarna i jordbrukslandskapet med ett minskande antal lämpliga småbiotoper kan ha påverkat den. I 2010 års rödlista anges den som starkt hotad. 

## Levnadssätt
Den gulhalsade ängsskinnbaggen är en art som vill ha mycket värme och lever på soliga och vindskyddade platser, som skogsbryn. Födan som imago är växtsaft som den suger ut från blad och stjälkar på olika örter. I Sverige har den hittats på måra och blodnäva och i Tyskland förutom på dessa växter även på skogsklematis. Den övervintrar som ägg och de fullbildade insekterna är aktiva från slutet av juni till början av september.